# 长丰集团有限责任公司
长丰集团是中華人民共和國国有独资公司，中国企业500强，前身为1950年6月成立的中国人民解放军第7319工厂是广州军区后勤部军械处修理所之一。1996年10月改制国有独资，在长沙、永州、滁州三處有大型廠區，目前主力生產「獵豹牌」貨卡車和汽車零件、重型機械零件，與日本三菱集團有技術合作。

## 子公司
- 长丰佳利汽车有限公司[2]
- 湖南长丰汽车制造股份有限公司
- 湖南长丰汽车沙发有限责任公司
- 湖南长丰物业管理有限责任公司
- 永州长丰经济技术开发有限公司
- 湖南长丰橡胶有限责任公司
- 湖南长丰汽车空调有限公司
- 湖南长丰物流有限责任公司
- 湖南长丰汽车零部件有限责任公司
- 湖南长丰汽车内装饰有限责任公司
- 湖南长丰汽车塑料制品有限责任公司
- 海南神农大丰种业科技股份有限公司
- 安徽长丰扬子汽车

## 參看
- 廣汽長豐